# Saribus
Saribus je rod palem, zahrnující 9 druhů. Rod byl v roce 2011 vyčleněn z rodu livistona, od něhož se odlišuje zejména stavbou květenství a barvou plodů. Byl do něj též vřazen monotypický rod Pritchardiopsis. Je rozšířen v jihovýchodní Asii a Tichomoří. Jsou to poměrně vysoké, solitérní palmy s dlanitozpeřenými listy a přímým kmenem. Plody jsou oranžové až červené. Nejvíce rozšířeným druhem je Saribus rotundifolius, pěstovaný v tropech jako okrasná palma. Novokaledonský druh Saribus jeanneneyi se do současnosti dochoval v jediném dospělém exempláři a je kriticky ohroženým druhem.

## Popis
Zástupci rodu Saribus jsou solitérní, jednodomé, poměrně vysoké palmy. Nejvyšším druhem je S. rotundifolia, dorůstající výšky až 45 metrů.
Kmen je přímý.
Listy jsou dlanitozpeřené, induplikátní, členěné na jednoduše přeložené, na vrcholu dvouklané segmenty.
Na líci listu je vyvinuta hastula.
Řapíky jsou na okraji většinou ostnité, u některých druhů pouze v mládí.
Květenství vyrůstají mezi bázemi listů a jsou tvořena 3 hlavními větvemi vyrůstajícími ze společného listenu.
Květy jsou oboupohlavné.
Kalich je trojčetný, na bázi srostlý, korunní lístky jsou volné.
Tyčinek je 6 a jsou přirostlé ke koruně.
Gyneceum je složeno ze 3 plodolistů. Plodolisty jsou na bázi volné, v horní části srostlé v jedinou tenkou čnělku. Blizna je drobná, trojlaločná. Plody jsou oranžové, oranžovohnědé nebo červené, až 43 mm velké.

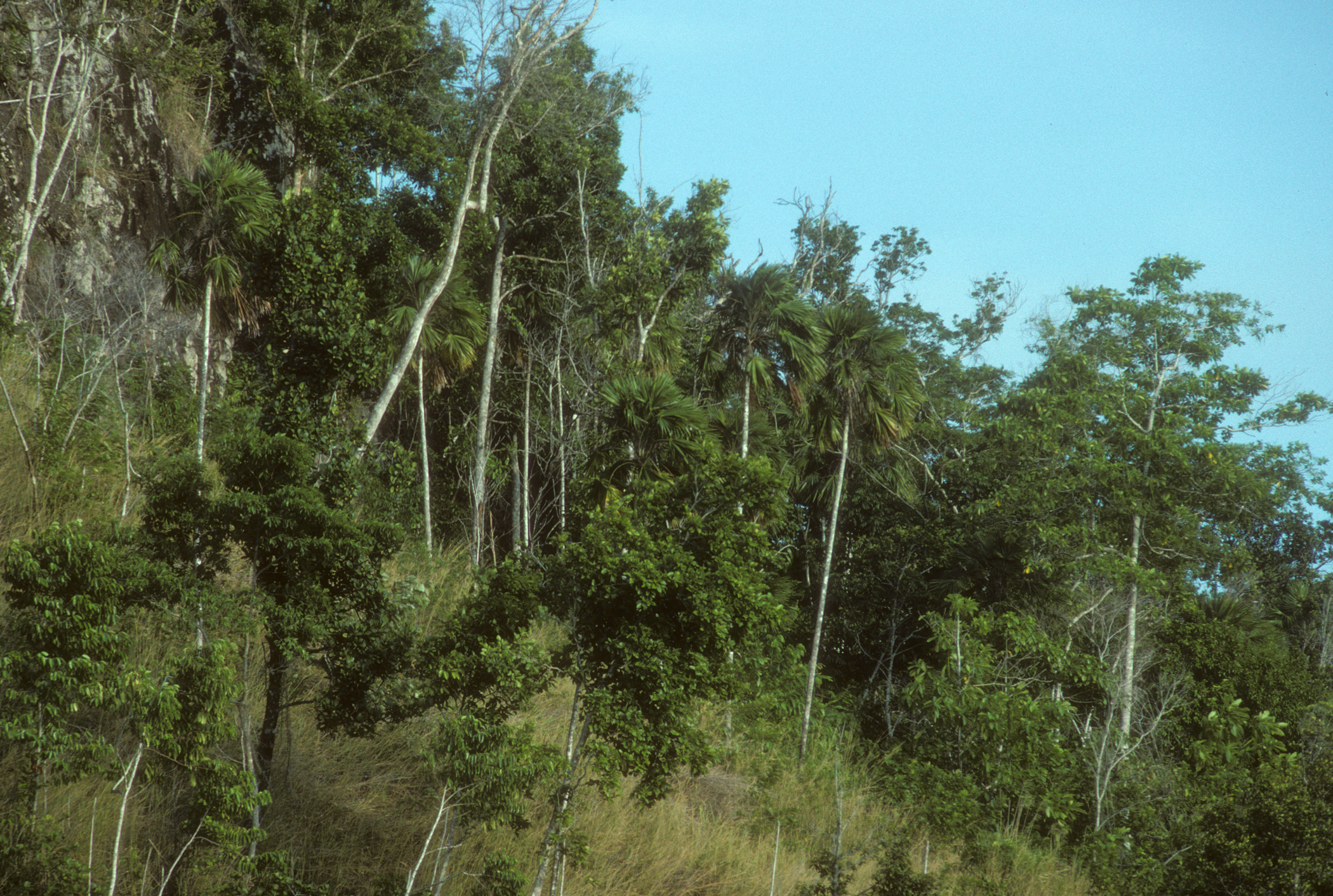
Saribus woodfordii na Šalomounových ostrovech
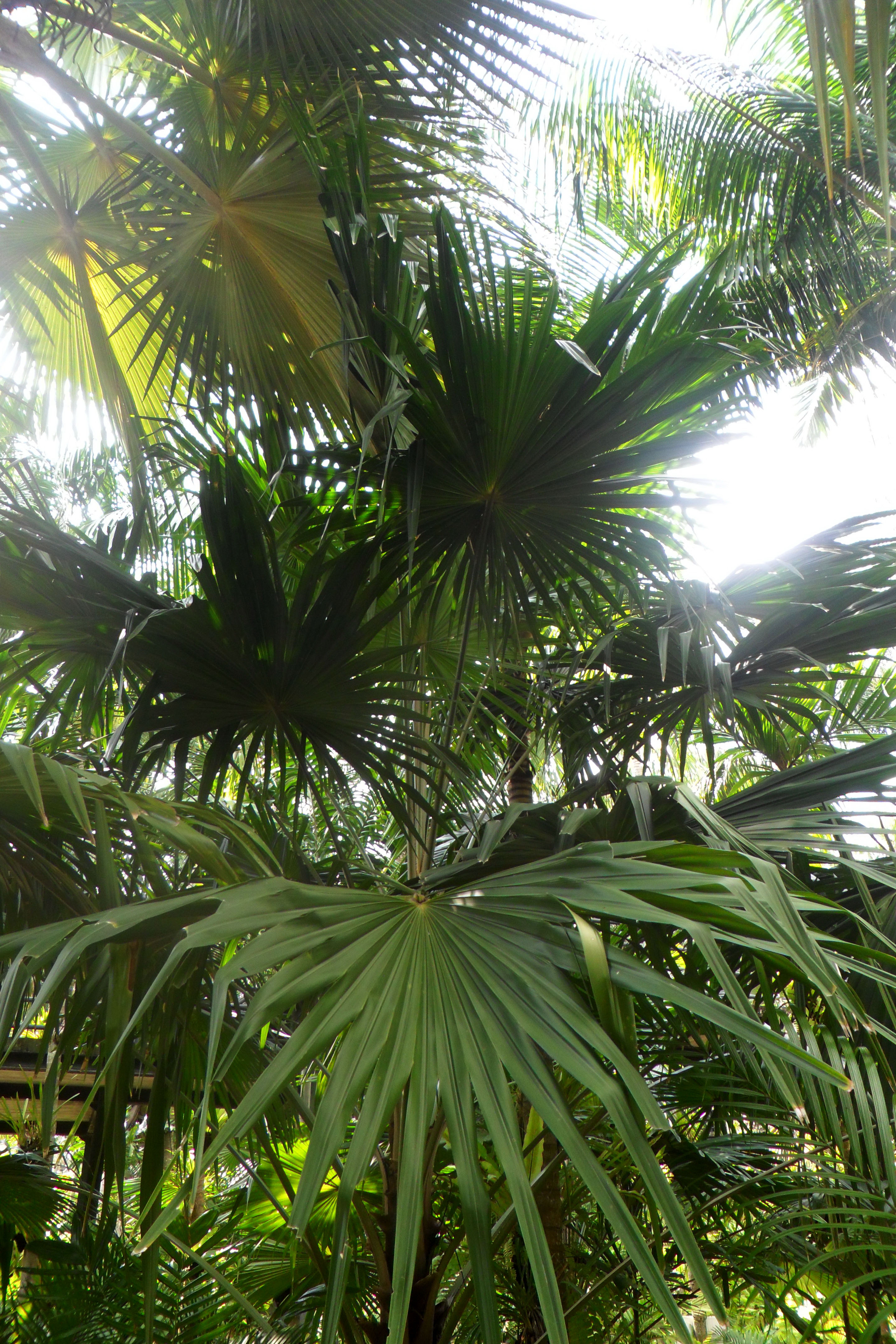
Listy Saribus tothur
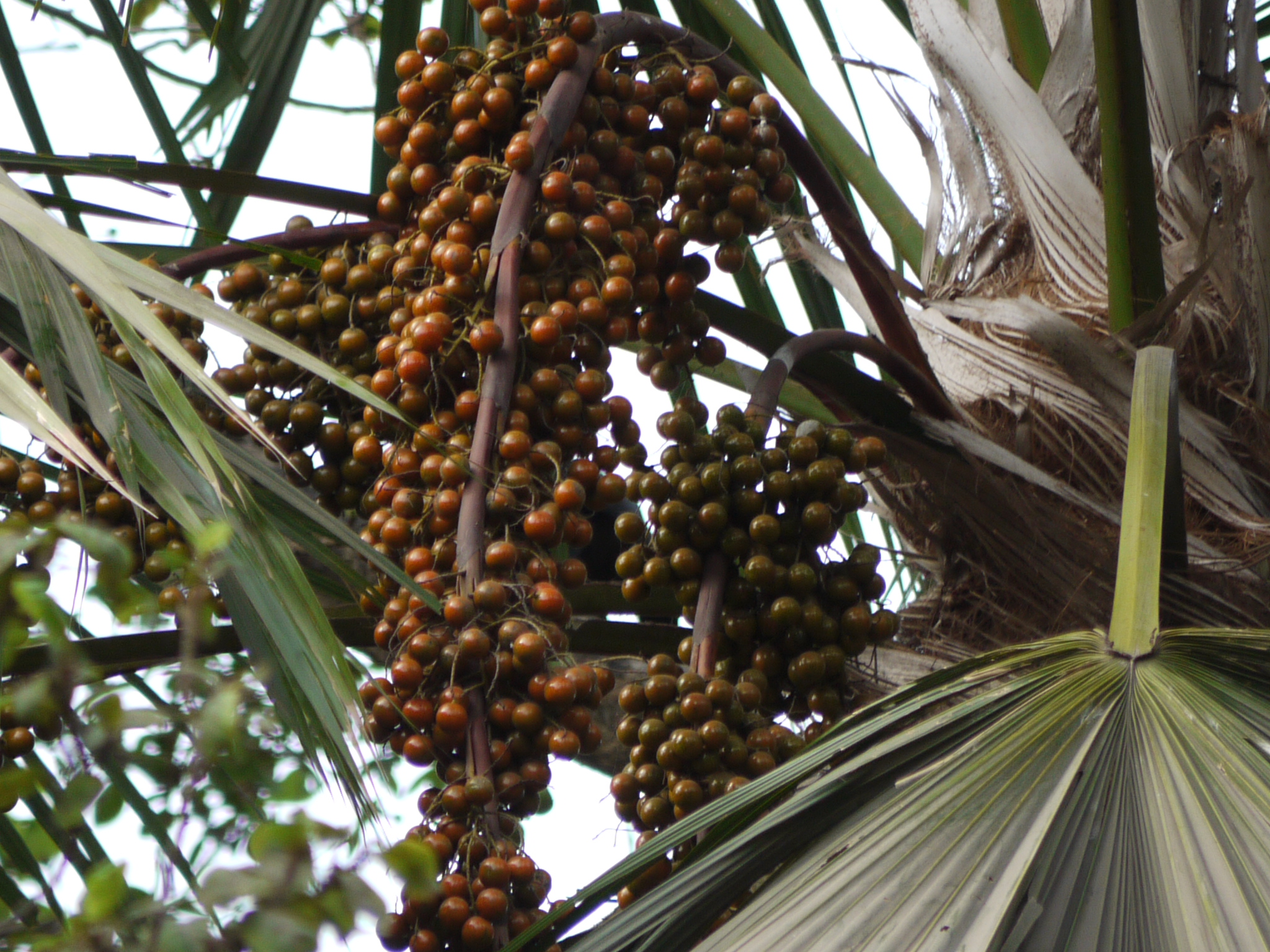
Plodenství Saribus rotundifolius

## Rozšíření
Rod Saribus zahrnuje 9 druhů. Je rozšířen v tropické Asii od Bornea a Filipín přes Novou Guineu až po Novou Kaledonii. Centrum druhové diverzity je na Nové Guineji. Největší areál má druh S. rotundifolius, rozšířený od Filipín po ostrovy západně od Nové Guineje.

## Taxonomie
Rod Saribus byl popsán Blumem již v roce 1838, později byly druhy přeřazeny do jiných rodů a na scéně se opět objevil až v roce 2011.
Molekulárními výzkumy bylo zjištěno, že rod Livistona není v klasickém pojetí monofyletický a je tvořen dvěma samostatnými větvemi, které nejsou bezprostředně příbuzné. Proto bylo celkem 8 druhů přeřazeno do rodu Saribus. Navíc byl do tohoto rodu vřazen i druh Pritchardiopsis jeanneneyi z Nové Kaledonie, řazený dosud do monotypického rodu Pritchardiopsis.

### Příbuzenské vztahy rodůSaribusaLivistona
|  | Acoelorrhaphe |
|  |               |
|  | Serenoa       |
|  |               |

|  | Licuala                                                   |
|  |                                                           |
|  | \| \| Pholidocarpus \| \| \| \| \| \| Saribus \| \| \| \| |
|  |                                                           |
|  | Pholidocarpus                                             |
|  |                                                           |
|  | Saribus                                                   |
|  |                                                           |

|  | Pholidocarpus |
|  |               |
|  | Saribus       |
|  |               |

|  | Licuala                                                   |
|  |                                                           |
|  | \| \| Pholidocarpus \| \| \| \| \| \| Saribus \| \| \| \| |
|  |                                                           |
|  | Pholidocarpus                                             |
|  |                                                           |
|  | Saribus                                                   |
|  |                                                           |

|  | Pholidocarpus |
|  |               |
|  | Saribus       |
|  |               |

|  | Licuala                                                   |
|  |                                                           |
|  | \| \| Pholidocarpus \| \| \| \| \| \| Saribus \| \| \| \| |
|  |                                                           |
|  | Pholidocarpus                                             |
|  |                                                           |
|  | Saribus                                                   |
|  |                                                           |

|  | Pholidocarpus |
|  |               |
|  | Saribus       |
|  |               |

|  | Licuala                                                   |
|  |                                                           |
|  | \| \| Pholidocarpus \| \| \| \| \| \| Saribus \| \| \| \| |
|  |                                                           |
|  | Pholidocarpus                                             |
|  |                                                           |
|  | Saribus                                                   |
|  |                                                           |

|  | Pholidocarpus |
|  |               |
|  | Saribus       |
|  |               |

|  | Acoelorrhaphe |
|  |               |
|  | Serenoa       |
|  |               |

|  | Licuala                                                   |
|  |                                                           |
|  | \| \| Pholidocarpus \| \| \| \| \| \| Saribus \| \| \| \| |
|  |                                                           |
|  | Pholidocarpus                                             |
|  |                                                           |
|  | Saribus                                                   |
|  |                                                           |

|  | Pholidocarpus |
|  |               |
|  | Saribus       |
|  |               |

|  | Licuala                                                   |
|  |                                                           |
|  | \| \| Pholidocarpus \| \| \| \| \| \| Saribus \| \| \| \| |
|  |                                                           |
|  | Pholidocarpus                                             |
|  |                                                           |
|  | Saribus                                                   |
|  |                                                           |

|  | Pholidocarpus |
|  |               |
|  | Saribus       |
|  |               |

|  | Licuala                                                   |
|  |                                                           |
|  | \| \| Pholidocarpus \| \| \| \| \| \| Saribus \| \| \| \| |
|  |                                                           |
|  | Pholidocarpus                                             |
|  |                                                           |
|  | Saribus                                                   |
|  |                                                           |

|  | Pholidocarpus |
|  |               |
|  | Saribus       |
|  |               |

|  | Licuala                                                   |
|  |                                                           |
|  | \| \| Pholidocarpus \| \| \| \| \| \| Saribus \| \| \| \| |
|  |                                                           |
|  | Pholidocarpus                                             |
|  |                                                           |
|  | Saribus                                                   |
|  |                                                           |

|  | Pholidocarpus |
|  |               |
|  | Saribus       |
|  |               |

### Rozlišovací znaky
Rod Saribus je ve kvetoucím či plodném stavu od palem rodu Livistona snadno rozlišitelný. Charakteristické je trifurkátní květenství, v němž ze společného listenu vyrůstají 3 hlavní větve květenství. Livistona má květenství jednoduchá. Plody Saribus jsou oranžové, oranžovohnědé nebo červené, zatímco u Livistona jsou zelené, modré, purpurové, hnědé nebo černé.

### Přehled druhů a jejich rozšíření
- Saribus brevifolius (syn. Livistona brevifolia) – ostrovy Raja Ampat u Nové Guiney
- Saribus chocolatinus (syn. Livistona chocolatina) – Nová Guinea
- Saribus jeanneneyi (syn. Pritchardiopsis jeanneneyi) – Nová Kaledonie
- Saribus merrillii (syn. Livistona merrillii) – Filipíny
- Saribus papuanus (syn. Livistona papuana) – Nová Guinea
- Saribus rotundifolius (syn. Livistona rotundifolia) – Filipíny, ostrov Banggi u Bornea, Sulawesi, Moluky, ostrovy Raja Ampat u Nové Guineje
- Saribus surru (syn. Livistona surru) – Nová Guinea
- Saribus tothur (syn. Livistona tothur) – Nová Guinea
- Saribus woodfordii (syn. Livistona woodfordii) – Nová Guinea, Šalomounovy ostrovy.[2]

## Ohrožení a ochrana
Druh Saribus jeanneneyi je kriticky ohroženým druhem a náleží mezi nejvíce ohrožené palmy světa. Roste na jihozápadě Nové Kaledonie a do současnosti se dochoval pouze jediný dospělý exemplář.

## Význam
Druh S. rotundifolius je pěstován v tropech jako okrasná palma, která je zvlášť dekorativní v době plodu. Forma z filipínského ostrova Luzon, známá jako var. luzonensis, se vyznačuje štíhlým kmenem dekorovaným nápadnými a velmi ozdobnými bělavými kroužky. Růstové vrcholy tohoto druhu jsou lokálně vyhledávány jako zdroj palmového zelí. Plody jsou rovněž jedlé.